# 科马罗夫卡河
科马罗夫卡河（俄语：река Комаровка），前称邹培珍河（俄语：Река Супутинка），是滨海边疆区的河流，源起普热瓦利斯基山，长67公里，流域面积1490平方公里，在乌苏里斯克南注入绥芬河。1972年，以苏联科学家弗拉基米尔·列昂捷维奇·科马罗夫命名。

## 引用
1. ↑  .   [2023-10-06]. （原始内容存档于2023-10-02）.
2. ↑  А·П·穆拉诺夫. . 列宁格勒: 气象出版社. 1966 （俄语）.
3. ↑  . 列宁格勒: 气象出版社 （俄语）.
4. ↑  Т·А·基谢尔科瓦娅. . 列宁格勒: 气象出版社. 1977 （俄语）.